# Bugaj (powiat sandomierski)
Bugaj – wieś w Polsce, w województwie świętokrzyskim, w powiecie sandomierskim, w gminie Wilczyce.
Do 2023 miejscowość była kolonią wsi Bożęcin.
W latach 1975–1998 miejscowość administracyjnie należała do województwa tarnobrzeskiego.